# Fever - Ultimo desiderio: uccidi!
Fever - Ultimo desiderio: uccidi! (Fever) è un film per la televisione statunitense del 1991 diretto da Larry Eilkann.

## Trama
Ray, un ex galeotto da poco tornato in libertà, ritrova la felicità con la sua compagna Lacy che di professione fa l'avvocato presso lo studio legale dell'amico di Elliott. Tra i due amici si instaura una competizione, fino al rapimento di Lacy.